# Výhřevnost
Výhřevnost je vlastnost paliva, která udává, kolik energie se uvolní úplným spálením jedné jednotky (obvykle 1 kg). Proti spalnému teplu není v hodnotě zahrnuto měrné skupenské teplo páry, obsažené ve spalinách. Předpokládá se, že její teplo je nevyužitelné a uniká v plynném stavu se spalinami.

## Značení
- Symbol veličiny: H
- Jednotka SI: J.kg−1

## Výpočet
Výhřevnost je dána vztahem
{\displaystyle H={\frac {Q}{m}}},
kde Q je uvolněné teplo a m je hmotnost paliva.

## Příklady výhřevnosti některých paliv

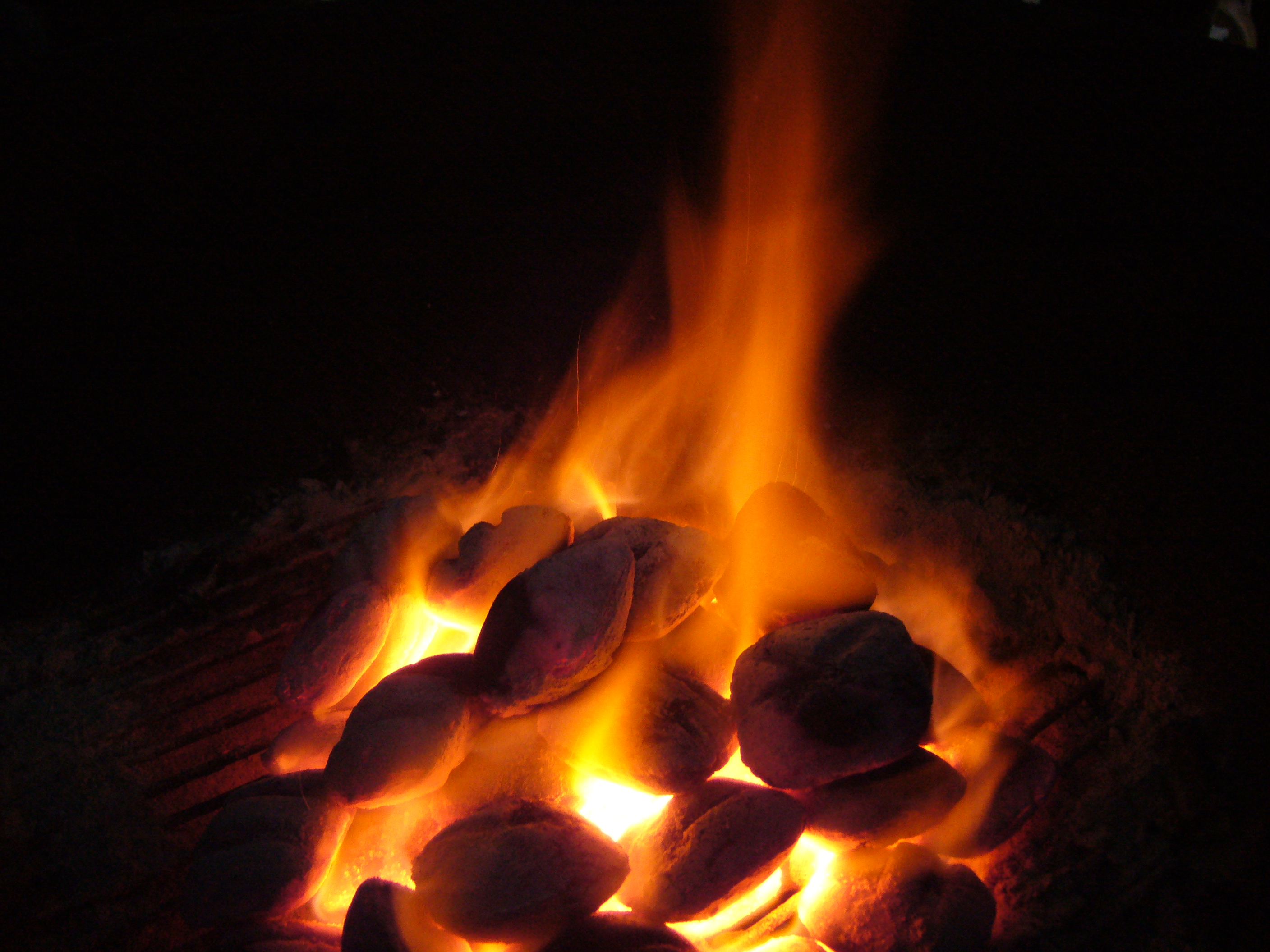

| Palivo     | Výhřevnost [kJ/kg] | Výhřevnost [kJ/m³] (20 °C) |
| ---------- | ------------------ | -------------------------- |
| Vodík      | 119 550            | 10 748 (g)                 |
| Methan     | 50 009             | 33 806 (g)                 |
| Ethan      | 47 794             | 61 272 (g)                 |
| Propan     | 46 357             | 88 540 (g)                 |
| Butan      | 45 752             | 114 840 (g)                |
| Hexan      |                    | 141 851 (g)                |
| Heptan     |                    | 168 862 (g)                |
| Oktan      |                    | 195 873 (g)                |
| Nonan      |                    | 222 884 (g)                |
| Dekan      |                    | 249 895 (g)                |
| Undekan    |                    | 276 906 (g)                |
| Dodekan    |                    | 303 917 (g)                |
| Tridekan   |                    | 330 928 (g)                |
| Tetradekan |                    | 357 939 (g)                |
| Pentadekan |                    | 384 950 (g)                |
| Hexadekan  |                    | 411 961 (g)                |
| Heptadekan |                    | 438 972 (g)                |
| Oktadekan  |                    | 465 983 (g)                |
| Nonadekan  |                    | 492 994 (g)                |
| Eikosan    |                    | 520 005 (g)                |
| Palivo     | Výhřevnost [kJ/kg] | Výhřevnost [kJ/l] (20 °C)  |
| Ethanol    | 28 865             | 22 774 (l)                 |
| Smrk       | 13 100             |                            |
| Jedle      | 14 000             |                            |
| Borovice   | 13 600             |                            |
| Hnědé uhlí | 10 000 - 17 000    |                            |
| Černé uhlí | 21 000 - 31 000    |                            |
| Koks       | 30 000             |                            |